# Wassergas-Shift-Reaktion
Die Wassergas-Shift-Reaktion, kurz auch WGS oder Wassergas-Konvertierungsreaktion (historisch auch Kohlenoxid-Konvertierung), ist ein Verfahren zur Verringerung des Kohlenstoffmonoxid-Anteils in Synthesegas und zur Erzeugung von Wasserstoff. Die Reaktionsgleichung ist auch als Konvertierungsgleichgewicht bekannt.
{\displaystyle \mathrm {CO+H_{2}O\rightleftharpoons CO_{2}+H_{2}} \qquad \Delta H_{R\ 298}^{0}=-41{,}2\ \mathrm {kJ/mol} }

Temperaturabhängigkeit von freier molarer (Gibbs-)Enthalpie und Gleichgewichtskonstante der Wassergas-Shift-Reaktion.

Unter Zugabe von Wasserdampf reagiert das CO zu CO2 und H2. Die Reaktionsenthalpie von −41,2 kJ/mol ist recht niedrig. Mit steigender Temperatur verschiebt sich das chemische Gleichgewicht von den Reaktionsprodukten hin zu den Reaktionsedukten. Bei ca. 1100 K (ca. 830 °C) beträgt die freie Enthalpie 0 kJ/mol, die Gleichgewichtskonstante beträgt 1.
Bei höherer Temperatur liegt eine schnelle Kinetik, aber ein ungünstiges chemisches Gleichgewicht vor. Eisen(III)-oxid-Katalysatoren beschleunigen die Umsetzung bei niedrigen Temperaturen von 250 bis 450 °C. In chemischen Reaktoren wird die Shift-Reaktion oft zweistufig durchgeführt: in einer Hochtemperatur- und Niedertemperatur-Shiftstufe (kurz: HT- und NT-Shift). Der CO-Gehalt lässt sich so je nach Fahrweise des Reaktors auf 0,13 bis 1,5 Vol.-% absenken.